# Sistema astronómico pitagórico

Filolao creyó que había una "Contra-Tierra" (Antichton) orbitando el "Fuego Central" y que tampoco era visible desde la Tierra. La ilustración superior describe a la Tierra por la noche mientras la inferior describe a la Tierra de día.

El sistema astronómico pitagórico es aquel que postula que la Tierra, la Luna, el Sol y los planetas giran alrededor de un "Fuego Central" oculto. Fue desarrollado en el siglo V a. C. y ha sido atribuido al filósofo pitagórico Filolao. El sistema se ha denominado como "el primer sistema coherente en que los cuerpos celestiales se mueven en círculos", anticipando a la visión de Copérnico de mover a "la Tierra del centro del cosmos [y] haciéndola un planeta". A pesar de que sus conceptos de un Fuego Central distinto del Sol, y una inexistente "Contra-tierra" era errónea, el sistema contuvo la idea que "el movimiento aparente de los cuerpos celestiales" era (en gran parte) debido a "el movimiento real del observador". Se discute cuánto del sistema pretendía explicar los fenómenos observados y cuánto estaba basado en intenciones míticas y religiosas. Aunque el abandono del razonamiento tradicional es impresionante, más que la inclusión de los cinco planetas visibles, muy poco del sistema pitagórico está basado en una genuina observación. Retrospectivamente, se ha considerado que las visiones de Filolao son más especulación simbólica que astronomía científica.

## Antes de Filolao
Hubo limitadas contribuciones a la astronomía pitagórica antes de Filolao. Hipaso, otro filósofo pitagórico temprano, no contribuyó a la astronomía, y no sobrevive ninguna evidencia de obras de Pitágoras sobre astronomía. Todas las contribuciones astronómicas que perduraron son incapaces de ser atribuidas a una sola persona y, por lo tanto, todos los pitagóricos pueden tener el crédito. Aun así, no debe asumirse que los pitagóricos como una masa unánime hayan acordado un único sistema en su tiempo.
Una teoría superviviente de los pitagóricos antes de Filolao, la armonía de las esferas, fue inicialmente mencionada en la República de Platón. Platón presenta dicha teoría en un sentido mitológico al incluirla en la leyenda de Er, la cual concluye la República. Aristóteles, por su parte, la menciona en De Caelo, en donde presenta la teoría como una "doctrina física" que coincide con el resto de la cosmología pitagórica, más que como un mito.
Leonid Zhmud resume la teoría de la siguiente manera:

1) el movimiento circular de los cuerpos celestes produce un sonido; 2) el volumen del sonido es proporcional a su velocidad y magnitud (según Achytas, el volumen y el tono del sonido dependen de la fuerza con la que se produce; 3) las velocidades de los cuerpos celestes, que son proporcionales a sus distancias de la Tierra, tienen las proporciones de las concordancias; 4) por lo tanto, los planetas y las estrellas producen sonidos armoniosos; 5) no podemos escuchar este sonido armonioso.
Zhmud, L. I͡a. Pythagoras and the Early Pythagoreans. p. 340.

## Filolao
Filolao (c. 470 - c. 385 a. C.) fue un seguidor del filósofo griego presocrático Pitágoras de Samos. Pitágoras desarrolló una escuela de filosofía que era dominada por las matemáticas y "profundamente mística". Filolao se denominaba a sí mismo como una de "las tres figuras más prominentes en la tradición pitagórica" y "la figura destacada en la escuela pitagórica", quién puede haber sido el primero "en llevar la doctrina pitagórica a la escritura". La mayoría de lo que actualmente se sabe sobre el sistema astronómico pitagórico se deriva de la visión de Filolao al respecto. Debido a cuestiones sobre la fiabilidad de antiguos documentos no primarios, el mundo académico no está absolutamente seguro que Filolao haya desarrollado el sistema astronómico basado en el Fuego Central, pero se cree que él, o alguien más hacia fines del siglo V a. C., lo creó. Otro inconveniente con atribuir la totalidad de la astronomía pitagórica a Filolao es que él pudo haber tenido profesores no pitagóricos.

## El sistema
En el punto de vista pitagórico, el universo es una unidad ordenada. Empezando por el medio, el universo se expande hacia afuera alrededor de un punto central, implicando una naturaleza esférica. De acuerdo a Filolao, para la formación del universo, los "limitadores" e "ilimitados" tienen que armonizarse y conjugarse. Las unidades ilimitadas están definidas como elementos continuos, como el agua, el aire, o el fuego. Los limitadores, tales como las formas y figuras, se definen como cosas que ponen límites en un continuo. Filolao creyó que se logró la armonía universal en el Fuego Central, donde la combinación de una unidad ilimitada, el fuego, y el límite central formó el cosmos. Esto es asumido como tal porque el fuego es "el más precioso" de los elementos, y el centro es un sitio de honor. Por tanto, tiene que haber fuego en el centro del cosmos. Según Filolao, el fuego central y el cosmos están rodeados por una expansión ilimitada. Tres elementos ilimitados: el tiempo, el aliento, y el vacío, fueron atraídos hacia el fuego central, donde la interacción entre el fuego y el aliento creó los elementos de tierra y agua. Además, Filolao razonó que piezas separadas del Fuego Central pudieron haber creado los cuerpos celestiales.
Estos cuerpos celestiales, concretamente la Tierra y los planetas, giraban alrededor de un punto central en el sistema de Filolao, que no puede considerarse como un "sistema solar" heliocéntrico, porque el punto central alrededor del cual giraban la Tierra y los planetas revolvieron no era el sol, sino el denominado Fuego Central. Este Fuego no era visible desde la superficie de la Tierra—o al menos no desde el hemisferio en que se ubicaba Grecia.
 

Filolao dice que hay fuego al medio del centro ... y de nuevo más fuego en el punto más alto y que rodea todo. Por naturaleza, el medio es lo primero, y alrededor de él bailan diez cuerpos divinos: el cielo, los planetas, luego el sol, luego la luna, luego la tierra, luego la contratierra, y después de todos ellos el fuego del hogar que se mantiene en el centro. La parte más alta de los alrededores, donde los elementos se encuentran en su pureza, él la llama Olimpo; las regiones debajo de la órbita del Olimpo, donde están los cinco planetas con el sol y la luna, él las llama el mundo; la parte debajo de ellos, estando debajo de la luna y alrededor de la tierra, en la cual se encuentran la generación y cambio, él la llama el cielo.
Estobeo, i. 22. 1d

Aun así, se ha señalado que Estobeo revela una tendencia a confundir los dogmas de los primeros filósofos jónicos, y ocasionalmente mezcla platonismo con pitagorismo.
Según Eudemo de Rodas, alumno de Aristóteles, los primeros pitagóricos fueron los primeros en encontrar el orden de los planetas visibles al ojo desnudo. Aunque Eudemo no proporciona ese orden, se asume que es: luna–sol–Venus–Mercurio–Marte–Júpiter–Saturno–esfera celestial, basado en el "orden" correcto aceptado en el tiempo de Eudemo. Es probable que los pitagóricos mencionados por Eudemo precedan a Filolao.
En este sistema, la revolución terrestre alrededor del fuego "en el centro" o "el fuego del hogar" (Fuego Central) no ocurría de manera anual sino diariamente, mientras que la revolución de la luna era mensual, y la del sol anual. Era el rápido viaje de la Tierra pasando al más lento movimiento del sol lo que resultaba en la apariencia desde la tierra que el sol salía y se ponía. Más allá del Fuego Central, la revolución de los planetas era aún más lenta y el "cielo" externo (por ejemplo, las estrellas) probablemente permanecía fijo.

## Fuego Central
El Fuego Central define el límite más central en el sistema astronómico pitagórico. Es alrededor de este punto que todos los cuerpos celestiales rotan. Erróneamente traducido como Dios phylakê o "Prisión de Zeus", una clase de infierno, el Fuego Central era más apropiadamente llamado "Atalaya de Zeus" (Διος πυργος) o "Hogar-altar del universo" (εστια του παντος). Maniatis afirma que estas traducciones con más exactitud reflejan las ideas de Filolao  sobre el Fuego Central. Su comparación a un hogar, el "centro religioso de la casa y el Estado," muestra su función apropiada como "el palacio donde Zeus guardaba su fuego sagrado en el centro del cosmos".
En lugar de haber dos cuerpos celestiales de fuego separados en este sistema, Filolao pudo haber creído que el Sol era un espejo que reflejaba el calor y la luz del Fuego Central. Johannes Kepler pensaba que el Fuego Central de Filolao era el sol, pero que los pitagóricos sentían la necesidad de esconder esto al momento de enseñarle a los incrédulos.

## Tierra
En el sistema de Filolao, la tierra rotaba exactamente una vez por órbita, con un hemisferio (presumiblemente el lado entonces desconocido de la Tierra) siempre de frente al Fuego Central. La Contra-Tierra y el Fuego Central eran así nunca visibles desde el hemisferio donde Grecia estaba localizada. No hay una "declaración explícita sobre la forma de la tierra en el sistema de Filolao", de modo que pudo haber creído tanto que la tierra era plana o que redonda y que orbitaba el Fuego Central tal como la Luna órbita la Tierra, esto es, siempre con un hemisferio de frente al Fuego y el otro hacia afuera. Una Tierra plana "de espaldas" al Fuego Central sería compatible con el concepto previo de gravedad de que si todas las cosas tienen que caer hacia el centro del universo, esta fuerza permitiría que la Tierra girara alrededor del centro sin derramar todo sobre su superficie hacia el espacio. Otros mantienen que hacia 500 a. C. la mayoría de los filósofos griegos contemporáneos consideraban que la Tierra era esférica.

## Contra-Tierra
La misteriosa Contra-Tierra (Antichton) era otro cuerpo celestial no visible desde la Tierra. Sabemos que Aristóteles lo describió como "otra Tierra", desde lo cual el académico griego George Burch infiere que  debe ser similar en medida, forma y constitución a Tierra. Según Aristóteles, crítico de los pitagóricos, la función de la Contra-Tierra era explicar "eclipses de la luna y su frecuencia", y/o "para aumentar el número de cuerpos celestiales alrededor del Fuego Central de nueve a diez, el cual los pitagóricos consideraban como el número perfecto".
Algunos, como el astrónomo John Louis Emil Dreyer, piensan que la Contra-Tierra seguía una órbita tal que siempre se localizaba entre la Tierra y el Fuego Central, pero Burch argumenta que debe haberse pensado que orbita al otro lado del Fuego desde la Tierra. Ya que "contra" significa "opuesto a", y opuesto solamente puede ser en relación con el Fuego Central, la Contra-Tierra debe estar orbitando a 180 grados de la Tierra. Burch también arguye que Aristóteles sencillamente bromeaba "a expensas de la teoría numérica pitagórica" y que la función real de la Contra-Tierra era equilibrar a la Tierra. El equilibrio se necesitaba porque sin un contrapeso allí sería solo un objeto denso y masivo en el sistema, la Tierra. El universo estaría "ladeado y asimétrico—una idea repugnante para cualquier griego, y doblemente para un pitagórico", porque los griegos antiguos creían que todos los demás objetos celestiales estaban compuestos de una materia etérea o de fuego, con poca o nula densidad.

## Desarrollos posteriores
En el siglo I, después que la idea de una Tierra esférica obtuviera una aceptación más general, Pomponio Mela, un cosmógrafo latino, desarrolló una versión actualizada de la idea, donde una Tierra esférica debía tener una distribución más o menos equilibrada de tierra firme y agua. Mela dibujó el primer mapa en el que el continente misterioso de la Tierra aparece en la mitad desconocida de la Tierra, nuestras antípodas. Este continente fue inscrito con el nombre Antíctono.